# Slackintosh
Slackintosh was een Linuxdistributie gebaseerd op Slackware. Slackintosh richtte zich op Apple Macintosh-computers. Slackintosh werkte niet op Intel-Macs, het was een distributie voor PowerPC's.